# Miodusy-Pokrzywne
Miodusy-Pokrzywne [mjɔˈdusɨ pɔˈkʂɨvnɛ] est un village polonais de la gmina de Perlejewo dans le powiat de Siemiatycze et dans la voïvodie de Podlachie.